# BMP-2
BMP-2 (Boyevaya Mashina Pekhoty-2) là thế hệ xe chiến đấu bộ binh thứ hai, được Liên Xô thiết kế và đưa vào chế tạo từ thập niên 1980. So với BMP-1, BMP-2 không khác nhiều mà chỉ có một vài cải tiến để tăng khả năng tự vệ cho xe. Những cải tiến này được quyết định sau khi BMP-1 tham gia chiến đấu thực tế và bộc lộ những điểm yếu của nó trong Chiến tranh Yom Kippur.
BMP-2 có tháp xe rộng hơn so với BMP-1. Xa trưởng sẽ ngồi trong tháp xe cùng với pháo thủ. Ngoài kíp xe, xe chỉ mang theo tối đa 7 chiến sĩ thay vì 8 như xe BMP-1. Hỏa lực trên xe trở nên mạnh hơn với pháo tự động 2A42 30 mm, súng máy PKT đồng trục 7,62 mm với 2000 viên, và tên lửa chống tăng 9M111 Fagot hoặc 9M113 Konkurs. Ngoài ra, xe có thể được trang bị cả RPG-7 với cơ số đạn là 5 quả. Số lỗ châu mai mỗi bên xe giảm xuống còn 2. Giáp xe được tăng cường.

## Hệ thống trinh sát, ngắm bắn
Những chiếc BMP-2 chế tạo từ thập niên 1970 có kênh ngắm đêm tương đối tốt theo tiêu chuẩn thời đó, nhưng tới hiện nay thì đã khá lạc hậu, chúng phải dùng đèn chiếu sáng hồng ngoại chủ động, điều này làm lộ vị trí ban đêm của xe khi chiến đấu. BMP-2 đời cũ không có máy đo xa tự động mà đo bằng các vạch xác định độ cao mà trưởng xe hay trắc thủ sẽ căn cứ vào so sánh mục tiêu với các vạch này để tính cự li. Kênh ngắm bắn đêm của BMP-2 đời đầu rất khó bắn trúng mục tiêu ở cự ly trên 1000 mét do thiết bị chưa hoàn chỉnh.
Bình luận viên báo “Người đưa tin công nghiệp quốc phòng” là sĩ quan từng phục vụ ở quân khu miền Nam cho biết: “Tôi rất quen với xe BMP-3, BMP-2 và có thể so sánh hai loại xe này. Phải thừa nhận là theo tiêu chuẩn hiện nay thì cách hoạt động của kíp xe BMP-2 thật sự là cổ lỗ khủng khiếp. Trưởng xe phát hiện mục tiêu bằng kính TKN-3B (kính quan sát của trưởng xe BMP-2) theo “công thức phần nghìn”, tính nhẩm cự li và chỉ thị mục tiêu cho trắc thủ, trắc thủ chọn cự li trên máy ngắm của mình theo thang vạch chuyên dùng. Mà có đến ba hàng khắc vạch, một hàng dùng cho đạn xuyên giáp, một hàng cho đạn nổ mảnh của pháo và một hàng riêng cho súng máy. Chỉ sau đó mới có thể bắn. Ngay cả kíp xe đã được huấn luyện chu đáo việc này đòi hỏi 20-30 giây, có khi là đến một phút, mà điều này trong đối đầu trực tiếp của trận đánh hiện đại đồng nghĩa với thương vong chắc chắn cho xe của ta. Xe BMP-2 cũ không có máy ngắm tìm nhiệt, không có máy đo xa, không có cả kính ngắm toàn cảnh cho trưởng xe. So với các hệ thống điều khiển hỏa lực hiện đại ngày nay, khi mà sau khi phát hiện mục tiêu không chỉ cự li bắn được tự động tính toán, mà còn có tất cả lượng sửa, và máy bám mục tiêu tự động sẽ bám đối phương đến cùng”.
“Trắc thủ phải xoay người sang bên, mà trong khoang xe BMP-2 chật hẹp thì làm điều này không dễ. Các cần điều khiển tên lửa chống tăng cũng không thuận tiện. Dễ hiểu là vào những năm 1980 thì đây là một giải pháp đột phá, nhưng đến nay thì thì thật sự là không thuận tiện. Thêm vào đó các tổ hợp tên lửa Konkurs hoặc Fagot lắp trên BMP-2 tùy theo biến thể dẫu sao cũng đã lạc hậu”."

## Các phiên bản
Để nâng cấp những chiếc BMP-2 cũ này, quân đội Nga và một số nước khác đã giới thiệu một số gói nâng cấp hệ thống ngắm bắn cho BMP-2, bao gồm kính nhìn đêm kiểu mới, đo xa laser, máy tính đạn đạo…
BMP-2M Berezhok là phiên bản nâng cấp của BMP-2 với module chiến đấu Berezhok.